# Worrals
Joan Worralson známější jako "Worrals", je fiktivní hrdinka autora W. E. Johnse.
Worrals byla příslušnicí ženských pomocných leteckých sborů (WAAF) britského letectva za druhé světové války.
Spolu se svou kamarádkou Betty "Frecks" Lovellovou se vyskytuje v 11 knihách série, z nichž 5 vyšlo i česky.
Johns napsal knihy na zakázku v letech 1940–51 právě pro WAAF.

## Seznam knih
| pořadí | originální název          | rok vydání | český název               | rok vydání |
| ------ | ------------------------- | ---------- | ------------------------- | ---------- |
| 1      | Worrals of the W.A.A.F.   | 1941       | Worrals z W.A.A.F         | 1995       |
| 2      | Worrals Carries On        | 1942       | Worrals – záchranná akce  | 2000       |
| 3      | Worrals Flies Again       | 1942       |                           |            |
| 4      | Worrals on the Warpath    | 1943       | Worrals na válečné stezce | 2001       |
| 5      | Worrals Goes East         | 1944       | Worrals v Orientě         | 2000       |
| 6      | Worrals of the Islands    | 1945       |                           |            |
| 7      | Worrals in the Wilds      | 1947       | Worrals v divočině        | 2002       |
| 8      | Worrals Down Under        | 1948       |                           |            |
| 9      | Worrals in the Wastelands | 1949       |                           |            |
| 10     | Worrals Goes Afoot        | 1949       |                           |            |
| 11     | Worrals Investigates      | 1950       |                           |            |

Dále se jedna povídka o Worrals nacházela v knize Comrades in Arms (česky Biggles – Bouře nad Německem)